# Friedrich Dernburg

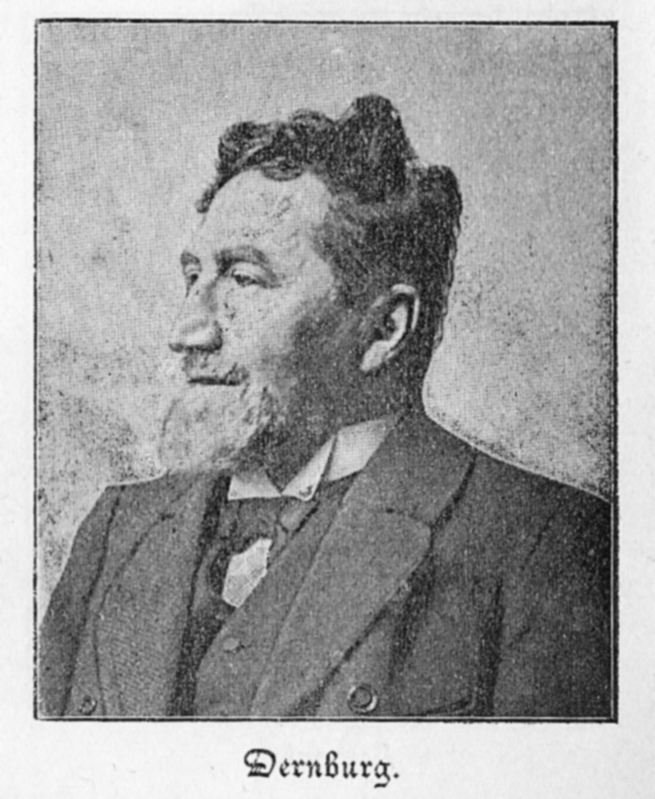
Friedrich Dernburg

Friedrich Dernburg (* 3. Oktober 1833 in Mainz; † 3. Dezember 1911 in Grunewald) war ein deutscher Publizist und Politiker der Nationalliberalen Partei. Er war von 1871 bis 1881 Mitglied des Reichstages und von 1875 bis 1890 Chefredakteur der National-Zeitung.

## Familie
Dernburg entstammte einer bedeutenden jüdischen Gelehrtenfamilie, seine Eltern konvertierten jedoch 1841 mit den Kindern zur evangelisch-lutherischen Konfession und er erzog seine Kinder auch selbst in dieser Religion. Sein Vater Jacob Hartwig Dernburg (1795–1878) war Anwalt in Mainz, später Rechtsprofessor in Gießen, Generaladvokat und schließlich Richter am Oberappellationsgericht Darmstadt. Sein Bruder Heinrich Dernburg war ebenfalls Jurist und Rektor der Friedrich-Wilhelms-Universität in Berlin. 
Seit 1864 war Friedrich Dernburg verheiratet mit Louise Stahl (* 1842), die Tochter eines Pfarrers aus Fränkisch-Crumbach. Ihr ältester Sohn Bernhard Dernburg (1865–1937) war Bankier, Staatssekretär des Reichskolonialamtes und 1919 vorübergehend Finanzminister im Kabinett Scheidemann; der jüngere Sohn Hermann Dernburg (1868–1935) war Architekt; die Tochter Emma heiratete den Rechtsprofessor Johannes Biermann. 

## Leben

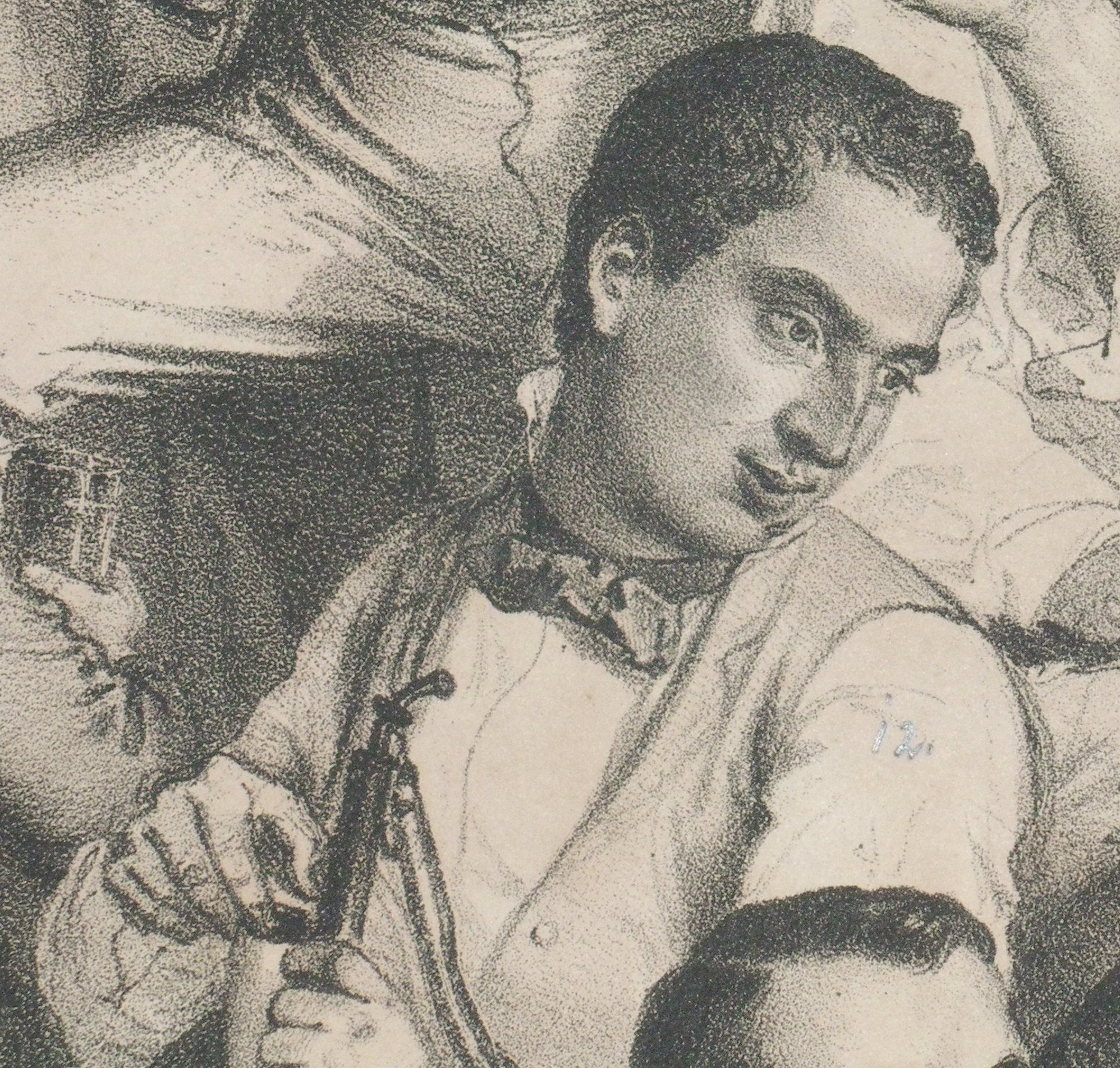
Friedrich Dernburg als Heidelberger Rhenane, Ausschnitt aus einer Lithographie von Carl Schubart (1852)

Friedrich Dernburg studierte ab 1850 Rechtswissenschaften in Gießen und Heidelberg (Mitglied des Corps Rhenania) und Paris. Anschließend wurde er Hofgerichtsadvokat in Mainz und ab 1863 in Darmstadt.
Von 1866 bis 1875 war er Mitglied der Zweiten Kammer der Landstände des Großherzogtums Hessen, wo er zunächst den rheinhessischen Wahlbezirk Osthofen und ab 1872 den Wahlbezirk Langen-Neu Isenburg (Provinz Starkenburg) vertrat. Dernburg bekämpfte als Landtagsabgeordneter und Führer der hessischen Fortschrittspartei die konservative Politik des langjährigen Ministerpräsidenten Reinhard von Dalwigk. Als Abgeordneter des 5. hessischen Wahlkreises (Offenbach–Dieburg) gehörte Dernburg von 1871 bis Oktober 1881 dem Reichstag an. Von 1874 bis 1878 war er Vorstandsmitglied der Nationalliberalen Reichstagsfraktion. Aus dieser schied er im Februar 1881 aus und blieb für die letzten Monate seines Mandats fraktionslos.
Seine publizistische Tätigkeit begann er noch in Hessen als Redakteur bei der Main-Zeitung, deren Miteigentümer er war. 1875 wurde Dernburg Chefredakteur der 1848 als typisches Produkt der liberalen Märzforderungen gegründeten Berliner National-Zeitung, dem Hausblatt der Nationalliberalen und eine der auflagenstärksten Zeitungen der Reichshauptstadt. Kurz vor seinem Einstieg dort fusionierte die Nationalzeitung mit der altehrwürdigen Spenerschen Zeitung. 
Der allmähliche Niedergang der Nationalliberalen seit Ende der 1870er Jahre hatte aber auch Auswirkungen auf die Entwicklung ihres Hauptpublikationsorgans, die, obwohl Dernburg selbst seiner liberalen Gesinnung treu blieb, wechselhafte Positionen vertrat. Dafür wuchs der Bezugskreis des Blattes beständig. Die Nationalzeitung war in den 1880er Jahren weit über Berlin hinaus als eines der führenden Organe der deutschen Meinungspresse im ganzen Reich erhältlich, später auch in Österreich und seit 1876 in Frankreich. Als die National-Zeitung 1890 durch den bisherigen Inhaber Ferdinand Salomon an eine von führenden Nationalliberalen gegründete Aktiengesellschaft überging, schied Dernburg aus seinem Amt aus.
Dernburg war eng mit dem nationalliberalen Politiker Ludwig Bamberger befreundet, der wie er aus einer hessisch-jüdischen Familie stammte. Kronprinz Friedrich von Preußen (Kaiser Friedrich III.) begleitete er auf Reisen nach Spanien und Rom. Die Zeit nach seinem Ausscheiden bei der Nationalzeitung nutzte er überhaupt zu ausgedehnten Reisen. Im Herbst 1891 unternahm er eine Reise in das Gebiet der noch in Bau befindlichen Anatolischen Bahn zwischen Konstantinopel und Angora und veröffentlichte darüber eine feuilletonistische Reiseschilderung. Als Mitglied der Deutschen Kommission der Weltausstellung von 1893 in Chicago wurde er mit der Vertretung der Deutschen Presse beauftragt und nahm in diesem Rahmen unter anderem auch die Aufgabe der Berichterstattung wahr. Seit 1894 wirkte er als Feuilletonredakteur beim eher linksliberalen „Berliner Tageblatt“. Zusammen mit Hermann Sudermann trat Dernburg 1900 als Wortführer der intellektuellen Opposition gegen die sogenannte Lex Heinze auf, einer Verschärfung der „Sittlichkeitsparagraphen“, d. h. Strafrechtsbestimmungen gegen Zuhälterei, Kuppelei, aber auch Pornographie oder „unsittliche“ Handlungen in Theateraufführungen.
Nebenbei war Dernburg auch belletristisch tätig. Er verfasste ein Schauspiel „Trenck“ in fünf Aufzügen (Berlin: Buchdruckerei der Nationalzeitung, 1886), „Die Parlamentarier“ (Schauspiel in vier Aufzügen; Berlin:Gustav Schwab, 1886); „Der Oberstolze“ (Kriminalroman, zwei Bände, Berlin: Walther & Apolant, 1889) und das Lustspiel „Verfehlter Beruf“ (gemeinsam mit Erich Zabel, Berlin, Reg. London Stat. Hall, 1891).

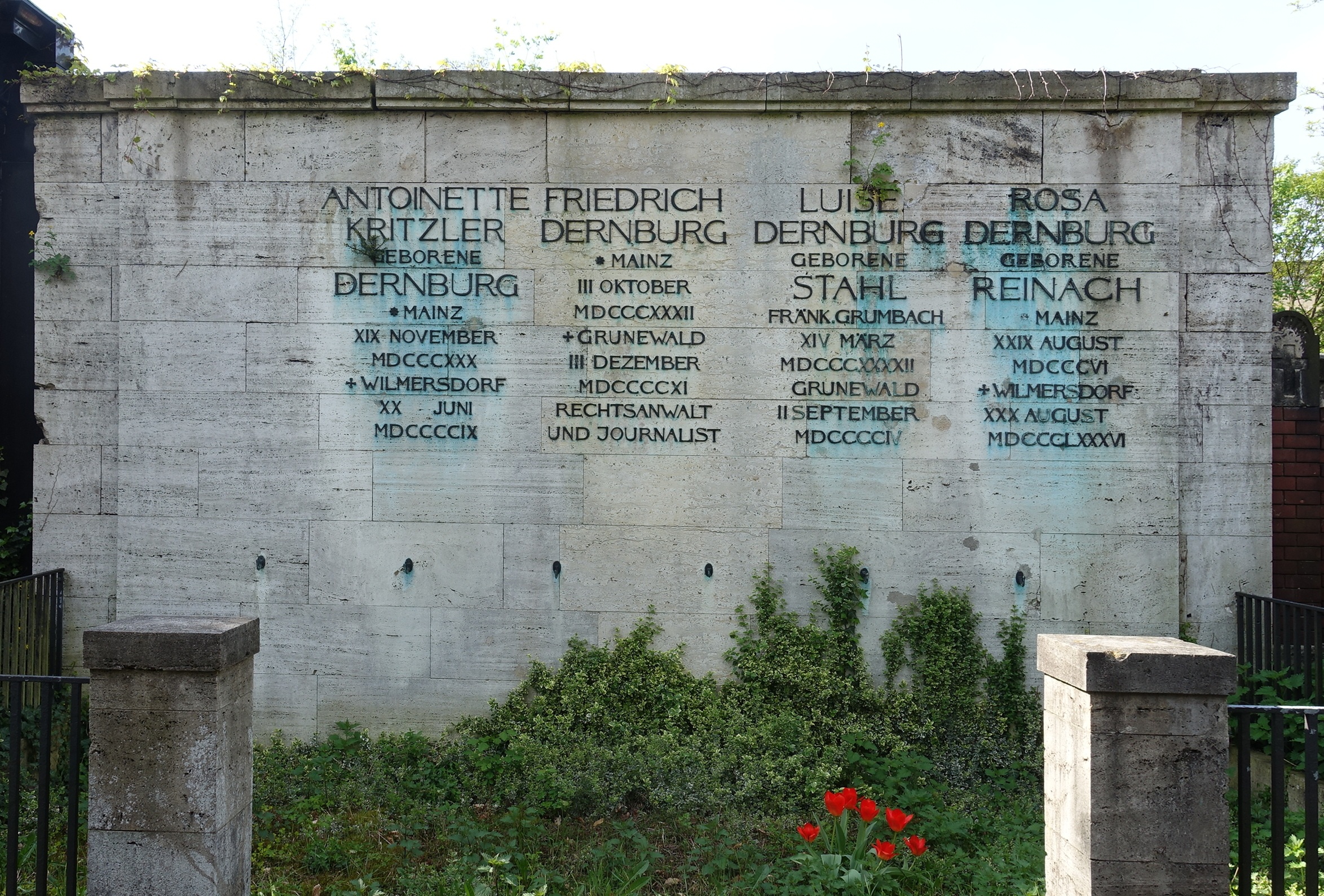
Grabstätte

Friedrich Dernburg starb am 3. Dezember 1911 in seiner Grunewalder Villa in der Herthastraße 15 und wurde auf dem Friedhof in Berlin-Grunewald beigesetzt. Seine Grabstätte in der Abt. III ist heute Ehrengrab der Stadt Berlin.

## Werke
- Spanische Bilder. (1884).
- Des Deutschen Kronprinzen Reise nach Spanien und Rom. Journalistische Reiseskizzen. Salomon, Berlin 1884.
- Russische Leute. Springer, Berlin 1885.
- Die Parlamentarier. (Schauspiel, 1886).
- Trenck. Schauspiel in fünf Aufzügen. Bloch, Berlin 1886.
- Berliner Geschichten. Springer, Berlin 1886, (Novellen).
- Der Oberstolze. Ein Berliner Zeitroman. 2 Bände. Walther & Apolant, Berlin 1889.
- Auf deutscher Bahn in Kleinasien. Eine Herbstfahrt. Springer, Berlin 1892.
- Aus der weißen Stadt. Spaziergänge in der Chicagoer Weltausstellung und weitere Fahrten. Springer, Berlin 1893, online.
- In den Fesseln der Schuld. Roman in 3 Büchern. 2 Bände. Schlesische Buchdruckerei, Kunst- und Verlags-Anstalt, Breslau 1894.
- Ein Berliner auf Helgoland und andere Novellen. S. Schottlaender, Breslau 1895.
- Adolf Woermann. In: Koloniale Rundschau. 1911, ZDB-ID 515840-0, S. 465–471.